# ダンヒル・レコード
ダンヒル・レコード（Dunhill Records）は、1964年にルー・アドラーらによって設立された、アメリカのレコード・レーベル。
当初は、ジョニー・リヴァースのレコードをリリースすることが目的のレーベルだった。やがて1966年にママス&パパスの「夢のカリフォルニア」の大ヒットが生まれ、人気レーベルとなる。その後も、スリー・ドッグ・ナイトやグラス・ルーツなどの良質な作品を発表し続けた。
1970年代前半にABCレコードに吸収され、ダンヒルはその役割を終えた。

## ダンヒル・レコード (ABC / Dunhill)のアーティスト
- スティーヴ・アレン
- アンドウェラ
- バンガー・フライング・サーカス
- バーサ
- ハル・ブレイン
- ボビー・ブランド
- ザ・ブラス・リング
- ジミー・バフェット
- ザ・ブリー・ボーイズ・バンド
- ソロモン・バーク
- ブッシュ
- エディ・カノ・アンド・ヒズ・クインテット
- カルメン
- キャッシュマン・アンド・ウェスト
- コロシアム
- ダニー・コックス
- デニー・ドハーティ
- キャス・エリオット
- シェリー・フェブレー
- ミッキー・フィン
- フォー・トップス
- アーニー・フリーマン
- フレッシュ・スタート
- ジョルジオ
- グラッドストーン
- グレープフルーツ
- グラス・ルーツ
- ハミルトン、ジョー・フランク&レイノルズ
- ザ・ハッピー・デイ・クワイア
- リチャード・ハリス
- ロイ・ヘッド
- ヘッドストーン
- ハロー・ピープル
- テルマ・ヒューストン
- ジャメ（Jamme）
- ジョン・ケイ
- トーマス・ジェファーソン・ケイ
- アンディ・キム
- B.B.キング & ボビー・ブランド
- アーティ・コーンフェルド・トゥリー
- クラッカー (Kracker)
- デニス・ランバート
- ランプ・オブ・チャイルドフッド
- リチャード・ランディス
- ロコモーティヴ GT
- マグナ・カルタ
- ママス&パパス
- ケネス・マース
- トニー・マーティン
- ゲイル・マコーミック
- バリー・マクガイア
- マイティ・クラウズ・オブ・ジョイ
- ミセス・ミラー
- ダニエル・ムーア
- マーフィーズ・ロウ
- レイディ・ネルソン・アンド・ザ・ローズ
- ノア (Noah)
- マイケル・オマーティアン
- パシフィック・ガス&エレクトリック
- フリーダ・ペイン
- ジョン・フィリップス
- プラット& マクレーン
- ジム・プライス
- ピュア・ラヴ・アンド・プレジャー
- ジェニア・レイヴン
- リジョイス (Rejoice!)
- リンコン・サーフサイド・バンド
- エミット・ローズ
- ザ・ロード・ホーム
- ザ・ロックンロール・リバイバル
- ウィリアム・セント・ジェームス
- シャンゴ
- デル・シャノン
- P.F.スローン
- スミス
- ソノーマ (Sonoma)
- ダスティ・スプリングフィールド
- ステイプルトン・モーレイ・エクスプレッション
- ステッペンウルフ
- アレックス・テイラー
- スリー・ドッグ・ナイト
- スリーザ・ア・クラウド
- トライブ
- ザ・トルウスデイル・ストリングス・アンド・ドーン・コーラル
- ヴァン・ダー・グラフ・ジェネレーター
- ジョン・ヴェリティ・バンド
- ベント・アルネ・バリン
- ジョー・ウォルシュ
- ボビー・ウィットロック
- ウィングス (1968年のバンド)
- チャールズ・ライト